# Casino de Morges
Ne doit pas être confondu avec Grenette et casino de Morges.
Le Casino de Morges est un imposant édifice de style néobaroque situé sur le quai, face au Léman, non loin du débarcadère de la CGN (Compagnie Générale de Navigation). On y trouve un restaurant-brasserie et une salle de spectacle Belle-Époque.

## Histoire
Le Casino de Morges, dit "Casino-théâtre sur le Quai" a été inauguré le 21 février 1900. Construit entre 1898 -1900 par les architectes Jacques Regamey (1863-1927) et Henri Meyer (1856-1930), l'édifice, est richement orné de motifs sculptés. Il comporte, sur un socle en pierre d'Arvel rose, des façades en pierre blanche de Saint-Paul-Trois-Châteaux (Drôme), un grand escalier et des balcons en pierre de Villebois (Ain), des colonnes du porche en calcaire d'Hauteville (Ain). Sous cet habillage pierreux néobaroque, cependant, l'édifice cache une structure en béton armé Système Hennebique, technique  ultra-moderne à l'époque. A l'intérieur, le grand escalier tournant est très monumental, à deux volées, tandis que la grande salle de spectacle offre elle aussi une riche décoration, qui culmine au plafond avec les stucs dus aux sculpteurs décorateurs Morhart et Negri de Territet